# Erastroides propera
Erastroides propera là một loài bướm đêm trong họ Noctuidae.